# Kattenkrabziekte
Kattenkrabziekte is een zeldzame ziekte, veroorzaakt door bacteriën (Bartonella henselae) die door het krabben van (vaak jonge) poezen kan worden overgebracht. Een behoorlijk deel van de poezen heeft deze bacterie bij zich, zonder er ziek van te worden. Bij mensen leidt besmetting tot pijnlijke, gezwollen lymfeklieren in het lymfeklierstation dat de plek waar gekrabd is verzorgt. Vaak gaat dat met koorts en griepverschijnselen gepaard; dit treedt enkele weken na de besmetting op en kan meerdere weken aanhouden. Als de afweer voldoende functioneert verdwijnen de klachten meestal vanzelf. Maar de ziekte kan ook met onduidelijker symptomen gepaard gaan, bijvoorbeeld met neurologische of gewrichtsklachten; of veel ernstiger verlopen. De infectie kan ook chronisch worden.